# Erich König
Erich König (vollständig Erich Karl Paul König) (* 23. Mai 1881 in Liegnitz, Provinz Schlesien; † 19. September 1940 in Tübingen) war ein deutscher Historiker.

## Leben
Erich König wurde als Sohn des Lehrers Paul König und dessen Ehefrau Maria geb. Heyn geboren. In seiner Vaterstadt Liegnitz besuchte er ab Ostern 1891 das Gymnasium und erwarb im Jahr 1900 das Zeugnis der Reife. In München, Breslau und Berlin studierte er Geschichte und wurde 1904 in München mit einer von Hermann Grauert betreuten Arbeit über Kardinal Giordano Orsini (1360/70–1438) promoviert. Seit 1900 war er Mitglied der katholischen Studentenverbindung KDStV Rheno-Franconia München im CV. Von 1906 bis 1918 war er als Praktikant am Allgemeinen Reichsarchiv München tätig. 1913 wurde er dort Privatdozent, ab 1919 lehrte er als außerordentlicher Professor an der Universität Tübingen. Als Herausgeber befasste sich König mit den hochmittelalterlichen Chroniken aus Kloster Zwiefalten (Zwiefalter Chroniken Ortliebs und Bertholds), den Quellen zur Geschichte der Welfen sowie mit dem Humanisten Konrad Peutinger.
Zu seinen Schülern gehört Luitpold Wallach.
König war von 1912 bis 1925 Herausgeber des Historischen Jahrbuchs der Görres-Gesellschaft.

## Werke (Auswahl)
- Kardinal Giordano Orsini († 1438). Ein Lebensbild aus der Zeit der großen Konzilien und des Humanismus. Erster Teil. Freiburg i. Br. 1906. (Mit Lebenslauf nach S. 47) Digitalisat bei Internet Archive
- Peutingerstudien, Freiburg i. Br. 1914. Digitalisat der ULB Düsseldorf
- Konrad Peutingers Briefwechsel. München 1923. Digitalisat der ULB Düsseldorf
- Historia Welforum, Stuttgart 1938. Digitalisat der ULB Düsseldorf